# A Rejtélyek városkája epizódjainak listája
Az alábbi szócikk a Rejtélyek városkája című animációs sorozat epizódjait sorolja fel.

## Évados áttekintés
| Évad | Évad | Epizódok | Eredeti sugárzás   | Eredeti sugárzás   | Magyar sugárzás   | Magyar sugárzás    |
| Évad | Évad | Epizódok | Évadpremier        | Évadfinálé         | Évadpremier       | Évadfinálé         |
| ---- | ---- | -------- | ------------------ | ------------------ | ----------------- | ------------------ |
|      | 1    | 20       | 2012. június 15.   | 2013. augusztus 2. | 2012. október 20. | 2013. november 23. |
|      | 2    | 20       | 2014. augusztus 1. | 2016. február 15.  | 2014. december 6. | 2016. május 7.     |

## Epizódok

### 1. évad (2012-2013)
| #   | #   | Eredeti cím                    | Magyar cím                 | Rendezte                  | Írta                                       | Eredeti premier      | Magyar premier     |
| --- | --- | ------------------------------ | -------------------------- | ------------------------- | ------------------------------------------ | -------------------- | ------------------ |
| 1.  | 1.  | Tourist Trapped                | Turistacsapda              | John Aoshima              | Alex Hirsch                                | 2012. június 15.     | 2012. október 20.  |
| 2.  | 2.  | The Legend of the Gobblewonker | Falógüzü legendája         | John Aoshima              | Michael Rianda & Alex Hirsch               | 2012. június 29.     | 2012. november 10. |
| 3.  | 3.  | Headhunters                    | Fejvadászok                | John Aoshima              | Aury Wallington & Alex Hirsch              | 2012. június 30.     | 2012. november 17. |
| 4.  | 4.  | The Hand That Rocks the Mabel  | A kéz, ami felrázta Mabelt | John Aoshima              | Zach Paez & Alex Hirsch                    | 2012. július 6.      | 2012. november 24. |
| 5.  | 5.  | The Inconveniencing            | A zavargás                 | Aaron Springer & Joe Pitt | Michael Rianda & Alex Hirsch               | 2012. július 13.     | 2012. december 1.  |
| 6.  | 6.  | Dipper vs. Manliness           | Dipper és a férfiasság     | Aaron Springer & Joe Pitt | Tim McKeon                                 | 2012. július 20.     | 2012. december 8.  |
| 7.  | 7.  | Double Dipper                  | Dupla Dipper               | Aaron Springer & Joe Pitt | Mitch Larson, Michael Rianda & Alex Hirsch | 2012. augusztus 10.  | 2012. december 15. |
| 8.  | 8.  | Irrational Treasure            | A hasztalan kincs          | John Aoshima              | David Slack, Tim McKeon & Alex Hirsch      | 2012. augusztus 17.  | 2012. december 22. |
| 9.  | 9.  | The Time Traveler's Pig        | Az időutazó malac          | Aaron Springer & Joe Pitt | Aury Wallington & Alex Hirsch              | 2012. augusztus 24.  | 2013. február 9.   |
| 10. | 10. | Fight Fighters                 | Harc harcosok              | John Aoshima              | Zach Paez & Alex Hirsch                    | 2012. szeptember 14. | 2013. február 23.  |
| 11. | 11. | Little Dipper                  | Iciripiciri                | Aaron Springer & Joe Pitt | Tim McKeon, Zach Paez & Alex Hirsch        | 2012. szeptember 28. | 2013. június 22.   |
| 12. | 12. | Summerween                     | Nyárloween                 | John Aoshima              | Zach Paez, Alex Hirsch & Michael Rianda    | 2012. október 5.     | 2013. június 15.   |
| 13. | 13. | Boss Mabel                     | Mabel, a főnök             | John Aoshima              | Tommy Reahard, Tim McKeon & Alex Hirsch    | 2013. február 15.    | 2013. október 5.   |
| 14. | 14. | Bottomless Pit!                | Feneketlen katlan          | Aaron Springer & Joe Pitt | Alex Hirsch & Michael Rianda               | 2013. március 1.     | 2013. október 12.  |
| 15. | 15. | The Deep End                   | Mélyvíz                    | Aaron Springer & Joe Pitt | Nancy Cohen                                | 2013. március 15.    | 2013. október 19.  |
| 16. | 16. | Carpet Diem                    | Élj a szőnyegnek!          | Joe Pitt                  | Tim McKeon, Zach Paez & Alex Hirsch        | 2013. április 5.     | 2013. október 26.  |
| 17. | 17. | Boyz Crazy                     | Fiúk több ízben            | John Aoshima              | Matt Chapman & Alex Hirsch                 | 2013. április 19.    | 2013. november 2.  |
| 18. | 18. | Land Before Swine              | A föld és a malac          | John Aoshima              | Tim McKeon & Alex Hirsch                   | 2013. június 28.     | 2013. november 9.  |
| 19. | 19. | Dreamscaperers                 | Álomugrók                  | Joe Pitt & John Aoshima   | Tim McKeon, Matt Chapman & Alex Hirsch     | 2013. július 12.     | 2013. november 16. |
| 20. | 20. | Gideon Rises                   | Gideon feltámad            | John Aoshima & Joe Pitt   | Matt Chapman, Alex Hirsch & Michael Rianda | 2013. augusztus 2.   | 2013. november 23. |

### 2. évad (2014-2016)
| #   | #   | Eredeti cím                                      | Magyar cím                            | Rendezte              | Írta                                                | Eredeti premier      | Magyar premier     |
| --- | --- | ------------------------------------------------ | ------------------------------------- | --------------------- | --------------------------------------------------- | -------------------- | ------------------ |
| 21. | 1.  | Scary-oke                                        | Rejtély kalyiba                       | Rob Renzetti          | Jeff Rowe, Matt Chapman & Alex Hirsch               | 2014. augusztus 1.   | 2014. december 6.  |
| 22. | 2.  | Into the Bunker                                  | Be a bunkerbe!                        | Joe Pitt              | Matt Chapman & Alex Hirsch                          | 2014. augusztus 4.   | 2014. december 13. |
| 23. | 3.  | The Golf War                                     | Golfháború                            | Matt Braly            | Jeff Rowe & Alex Hirsch                             | 2014. augusztus 11.  | 2014. december 20. |
| 24. | 4.  | Sock Opera                                       | Zoknibalhé                            | Matt Braly & Joe Pitt | Shion Takeuchi & Alex Hirsch                        | 2014. szeptember 8.  | 2014. december 27. |
| 25. | 5.  | Soos and the Real Girl                           | Soos és az igazi csaj                 | Matt Braly            | Mark Rizzo & Alex Hirsch                            | 2014. szeptember 22. | 2015. január 3.    |
| 26. | 6.  | Little Gift Shop of Horrors                      | Rémségek kis ajándékboltja            | Stephen Sandoval      | Shion Takeuchi, Matt Chapman & Alex Hirsch          | 2014. október 4.     | 2015. március 21.  |
| 27. | 7.  | Society of the Blind Eye                         | A vak szem társasága                  | Sunil Hall            | Matt Chapman & Alex Hirsch                          | 2014. október 27.    | 2015. március 28.  |
| 28. | 8.  | Blendin's Game                                   | Blendin játéka                        | Matt Braly            | Jeff Rowe & Alex Hirsch                             | 2014. november 10.   | 2015. április 18.  |
| 29. | 9.  | The Love God                                     | A szerelemisten                       | Sunil Hall            | Josh Weinstein & Alex Hirsch                        | 2014. november 26.   | 2015. április 25.  |
| 30. | 10. | Northwest Mansion Mystery Northwest Mansion Noir | A Northwest család rejtélye           | Matt Braly            | Mark Rizzo, Jeff Rowe & Alex Hirsch                 | 2015. február 16.    | 2015. április 25.  |
| 31. | 11. | Not What He Seems                                | Nem az, akinek látszik                | Stephen Sandoval      | Jeff Rowe, Matt Chapman & Alex Hirsch               | 2015. március 9.     | 2015. június 20.   |
| 32. | 12. | A Tale of Two Stans                              | A két Stan meséje                     | Sunil Hall            | Mark Rizzo, Jeff Rowe & Alex Hirsch                 | 2015. július 13.     | 2015. november 21. |
| 33. | 13. | Dungeons, Dungeons, and More Dungeons            | Börtön, börtön és még több börtön     | Stephen Sandoval      | Jeff Rowe, Matt Chapman & Alex Hirsch               | 2015. augusztus 3.   | 2015. november 28. |
| 34. | 14. | The Stanchurian Candidate                        | Az újabb jelölt                       | Matt Braly            | Jeff Rowe, Josh Weinstein & Alex Hirsch             | 2015. augusztus 24.  | 2015. december 5.  |
| 35. | 15. | The Last Mabelcorn                               | Az utolsó Mabel-egyszarvú             | Matt Braly            | Alex Hirsch                                         | 2015. szeptember 7.  | 2016. március 12.  |
| 36. | 16. | Roadside Attraction                              | Útmenti látványosság                  | Sunil Hall            | Jeff Rowe, Josh Weinstein & Alex Hirsch             | 2015. szeptember 21. | 2015. december 12. |
| 37. | 17. | Dipper and Mabel vs. the Future                  | Dipper és Mabel a jövő ellen          | Stephen Sandoval      | Matt Chapman, Josh Weinstein & Alex Hirsch          | 2015. október 12.    | 2016 március 19.   |
| 38. | 18. | Weirdmageddon Part 1                             | Xpcveaoqfoxso                         | Sunil Hall            | Josh Weinstein & Alex Hirsch                        | 2015. október 26.    | 2016. április 2.   |
| 39. | 19. | Weirdmageddon Part 2: Escape from Reality        | Szökés a valóságból                   | Matt Braly            | Jeff Rowe & Alex Hirsch                             | 2015. november 23.   | 2016. április 9.   |
| 40. | 20. | Weirdmageddon Part 3: Take Back the Falls        | Abszurdgeddon: Vond vissza a zuhanást | Stephen Sandoval      | Mark Rizzo, Josh Weinstein, Jeff Rowe & Alex Hirsch | 2016. február 15.    | 2016. május 7.     |
| 40. | 20. | Weirdmageddon Part 4: Somewhere in the Woods     | Abszurdgeddon: Valahol az erdőben     | Stephen Sandoval      | Mark Rizzo, Josh Weinstein, Jeff Rowe & Alex Hirsch | 2016. február 15.    | 2016. május 7.     |

## Rövidfilmek

### Évados áttekintés
| Évad | Évad | Cím                                   | Epizódok | Eredeti sugárzás  | Eredeti sugárzás  | Magyar sugárzás     | Magyar sugárzás     |
| Évad | Évad | Cím                                   | Epizódok | Évadpremier       | Évadfinálé        | Évadpremier         | Évadfinálé          |
| ---- | ---- | ------------------------------------- | -------- | ----------------- | ----------------- | ------------------- | ------------------- |
|      | 1    | Bevezetés a megmagyarázatlan dolgokba | 6        | 2013. október 14. | 2013. október 18. | 2014. március 1.    | 2014. március 1.    |
|      | 2    | Mabel bevezetője                      | 5        | 2014. február 3.  | 2014. február 7.  | 2014. május 12.     | 2014. május 16.     |
|      | 3    | Soos megjavítja                       | 2        | 2014. április 21. | 2014. április 22. | 2014. augusztus 18. | 2014. augusztus 19. |
|      | 4    | TV rövidfilmek                        | 2        | 2014. április 23. | 2014. április 24. | 2014. augusztus 20. | 2014. augusztus 21. |
|      | 5    | Mabel albuma                          | 2        | 2014. június 2.   | 2014. június 2.   | 2015. március 19.   | 2016. március 25.   |

### Bevezetés a megmagyarázatlan dolgokba (Dipper's Guide to the Unexplained)
| #  | #  | Eredeti cím     | Magyar cím    | Eredeti premier   | Magyar premier   |
| -- | -- | --------------- | ------------- | ----------------- | ---------------- |
| 1. | 1. | Candy Monster   | A cukorszörny | 2013. október 14. | 2014. március 1. |
| 2. | 2. | Stan's Tattoo   | Stan tetkója  | 2013. október 14. | 2014. március 1. |
| 3. | 3. | Mailbox         | A postaláda   | 2013. október 15. | 2014. március 1. |
| 4. | 4. | Lefty           | Balra         | 2013. október 16. | 2014. március 1. |
| 5. | 5. | Tooth           | A fog         | 2013. október 17. | 2014. március 1. |
| 6. | 6. | The Hide Behind | Az irha hátul | 2013. október 18. | 2014. március 1. |

### Mabel bevezetője (Mabel's Guide to Life)
| #   | #  | Eredeti cím               | Magyar cím                     | Eredeti premier  | Magyar premier  |
| --- | -- | ------------------------- | ------------------------------ | ---------------- | --------------- |
| 7.  | 1. | Mabel's Guide to Dating   | Mabel bevezetője a randizáshoz | 2014. február 3. | 2014. május 12. |
| 8.  | 2. | Mabel's Guide to Stickers | Mabel bevezetője a matricákhoz | 2014. február 4. | 2014. május 13. |
| 9.  | 3. | Mabel's Guide to Fashion  | Mabel bevezetője a divathoz    | 2014. február 5. | 2014. május 14. |
| 10. | 4. | Mabel's Guide to Colors   | Mabel bevezetője a színekhez   | 2014. február 6. | 2014. május 15. |
| 11. | 5. | Mabel's Guide to Art      | Mabel bevezetője a művészethez | 2014. február 7. | 2014. május 16. |

### Soos megjavítja (Fixin' It with Soos)
| #   | #  | Eredeti cím  | Magyar cím     | Eredeti premier   | Magyar premier      |
| --- | -- | ------------ | -------------- | ----------------- | ------------------- |
| 12. | 1. | Golf Cart    | A golfkocsi    | 2014. április 21. | 2014. augusztus 19. |
| 13. | 2. | Cuckoo Clock | A kakukkos óra | 2014. április 22. | 2014. augusztus 18. |

### TV rövidfilmek (TV Shorts)
| #   | #  | Eredeti cím  | Magyar cím        | Eredeti premier   | Magyar premier      |
| --- | -- | ------------ | ----------------- | ----------------- | ------------------- |
| 14. | 1. | TV Shorts #1 | TV rövidfilmek 1. | 2014. április 23. | 2014. augusztus 20. |
| 15. | 2. | TV Shorts #2 | TV rövidfilmek 2. | 2014. április 24. | 2014. augusztus 21. |

### Mabel albuma (Mabel's Scrapbook)
| #   | #  | Eredeti cím | Magyar cím       | Eredeti premier | Magyar premier    |
| --- | -- | ----------- | ---------------- | --------------- | ----------------- |
| 16. | 1. | Heist Movie | Betörés a moziba | 2014. június 2. | 2016. március 25. |
| 17. | 2. | Petting Zoo | Állatsimogató    | 2014. június 2. | 2015. március 19. |

## Rejtélyek városkája: Rejtély epizód (Gravity Falls: Between the Pines)
A sorozatból készült egy 23 perces különkiadás is, melyben Alex Hirsch, a sorozat alkotója beszélt a műsor kulisszatitkairól és annak munkálatairól. E szegmens 2016. február 8-án jelent meg, később pedig a magyar Disney Csatorna is leadta július 23-ai premierrel.